# 国家土地总督察
国家土地总督察是中华人民共和国国土资源部的官職。为全面落实科学发展观，适应构建社会主义和谐社会和全面建设小康社会的要求，切实加强土地管理工作，完善土地执法监察体系，根据2004年10月21日中华人民共和国国务院發布的《国务院关于深化改革严格土地管理的决定》（国发〔2004〕28号），经国务院批准，建立国家土地督察制度。

## 国家土地督察
根据国土资源部“三定方案”：国务院设立国家土地总督察，授权国家土地总督察对各省、自治区、直辖市以及计划单列市人民政府土地利用和管理情况进行监督检查，落实耕地保护目标责任制，监督国家土地调控政策的实施。国家土地总督察对国务院负责。国务院委托国土资源部组织实施国家土地督察制度，向地方派驻9个国家土地督察局。

## 土地督察职责
1. 研究拟订国家土地督察工作的工作规则、工作制度、具体办法和管理制度，并负责组织实施；
2. 组织开展完善国家土地督察体制、制度的研究，拟订相关政策法规，加强制度建设；
3. 指导和监督检查国家土地督察局的工作，督促国家土地督察局全面履行监督检查职责，促进监督检查工作的有效开展；
4. 负责对国家土地督察局上报的省级以及计划单列市人民政府土地违法违规问题进行汇总和分析，提出处理意见和建议；
5. 负责土地违法违规责令限期整改的相关具体工作；
6. 负责土地督察工作重要信息的收集、整理、交流、上报等相关工作，加强与国家土地督察局的日常联系、情况沟通和信息反馈等工作；
7. 组织各国家土地督察局开展土地管理的调查研究，提出加强土地管理的政策建议，促进调研成果的应用和转化；
8. 协调国家土地督察局及其工作人员的派驻工作，负责国家土地督察局及其工作人员派驻的协调、联络和服务等具体管理工作；
9. 开展国家土地督察队伍建设工作，协助部人事部门考核和管理国家土地督察局工作人员；
10. 承办国家土地总督察、副总督察交办的其他事项。

## 土地总督察
国务院授权国土资源部代表国务院对各省、自治区、直辖市，以及计划单列市人民政府土地利用和管理情况进行监督检查。
设立国家土地总督察1名，由国土资源部部长兼任；兼职副总督察1名，由国土资源部1名副部长兼任；专职副总督察（副部长级）1名。国家土地总督察、副总督察负责组织实施国家土地督察制度。
在国土资源部设立国家土地总督察办公室（正局级）。主要职责是：拟定并组织实施国家土地督察工作的具体办法和管理制度；协调国家土地督察局工作人员的派驻工作；指导和监督检查国家土地督察局的工作；协助国土资源部人事部门考核和管理国家土地督察局工作人员；负责与国家土地督察局的日常联系、情况沟通和信息反馈工作。

## 机构设置
由国土资源部向地方派驻9个国家土地督察局，分别是：
国家土地督察北京局，督察范围为：北京市、天津市、河北省、山西省、内蒙古自治区；
国家土地督察沈阳局，督察范围为：辽宁省、吉林省、黑龙江省及大连市；
国家土地督察上海局，督察范围为：上海市、浙江省、福建省及宁波市、厦门市；
国家土地督察南京局，督察范围为：江苏省、安徽省、江西省；
国家土地督察济南局，督察范围为：山东省、河南省及青岛市；
国家土地督察广州局，督察范围为：广东省、广西壮族自治区、海南省及深圳市；
国家土地督察武汉局，督察范围为：湖北省、湖南省、贵州省；
国家土地督察成都局，督察范围为：重庆市、四川省、云南省、西藏自治区；
国家土地督察西安局，督察范围为：陕西省、甘肃省、青海省、宁夏回族自治区、新疆维吾尔自治区、新疆生产建设兵团。
派驻地方的国家土地督察局为正局级，每个国家土地督察局设局长1名、副局长2名和国家土地督察专员（司局级）若干名。根据工作需要，国家土地督察局可以适时向其督察范围内的有关省、自治区、直辖市及计划单列市派出国家土地督察专员和工作人员进行巡视与督察。
派驻地方的国家土地督察局，代表国家土地总督察履行监督检查职责。主要职责是：监督检查省级以及计划单列市人民政府耕地保护责任目标的落实情况；监督省级以及计划单列市人民政府土地执法情况，核查土地利用和管理中的合法性和真实性，监督检查土地管理审批事项和土地管理法定职责履行情况；监督检查省级以及计划单列市人民政府贯彻中央关于运用土地政策参与宏观调控要求情况；开展土地管理的调查研究，提出加强土地管理的政策建议；承办国土资源部及国家土地总督察交办的其他事项。
依照法律规定由国务院审批的农用地转用和土地征收事项，省级人民政府在报国务院时，应将上报文件同时抄送派驻地区的国家土地督察局。派驻地区的国家土地督察局发现有违法违规问题的，应及时向国家土地总督察报告。依照法律规定由省级和计划单列市人民政府审批的农用地转用和土地征收事项，应及时将批准文件抄送派驻地区的国家土地督察局。派驻地区的国家土地督察局发现有违法违规问题的，应在30个工作日内提出纠正意见。
对监督检查中发现的问题，派驻地区的国家土地督察局应及时向其督察范围内的相关省级和计划单列市人民政府提出整改意见。对整改不力的，由国家土地总督察依照有关规定责令限期整改。整改期间，暂停被责令限期整改地区的农用地转用和土地征收的受理和审批。整改工作由省级和计划单列市人民政府组织实施。结束对该地区整改，由派驻地区的国家土地督察局审核后，报国家土地总督察批准。

## 人员编制
国家土地督察行政编制360名，其中，副部长级（国家土地专职副总督察）领导职数1名，司局级领导职数67名。国家土地督察行政编制在国土资源部机关行政编制总额外单列。国家土地总督察办公室和派驻地区的国家土地督察局的具体编制方案另行下达。

## 现任领导
国家土地总督察：姜大明
国家土地副总督察：张德霖